# Малая Ольшанка (Обуховский район)
Ма́лая О́льшанка (укр. Мала Вільшанка) — село, входит в Обуховский район Киевской области Украины.
Население по переписи 2001 года составляло 634 человека. Почтовый индекс — 08730. Телефонный код — 4572. Занимает площадь 0,385 км². Код КОАТУУ — 3223186001.

## Местный совет
08730, Київська обл., Обухівський р-н, с. Мала Вільшанка, вул. Шевченка, 1в, тел. 3-22-47; 3-22-19  (укр.)